# Johannes Saubert der Jüngere

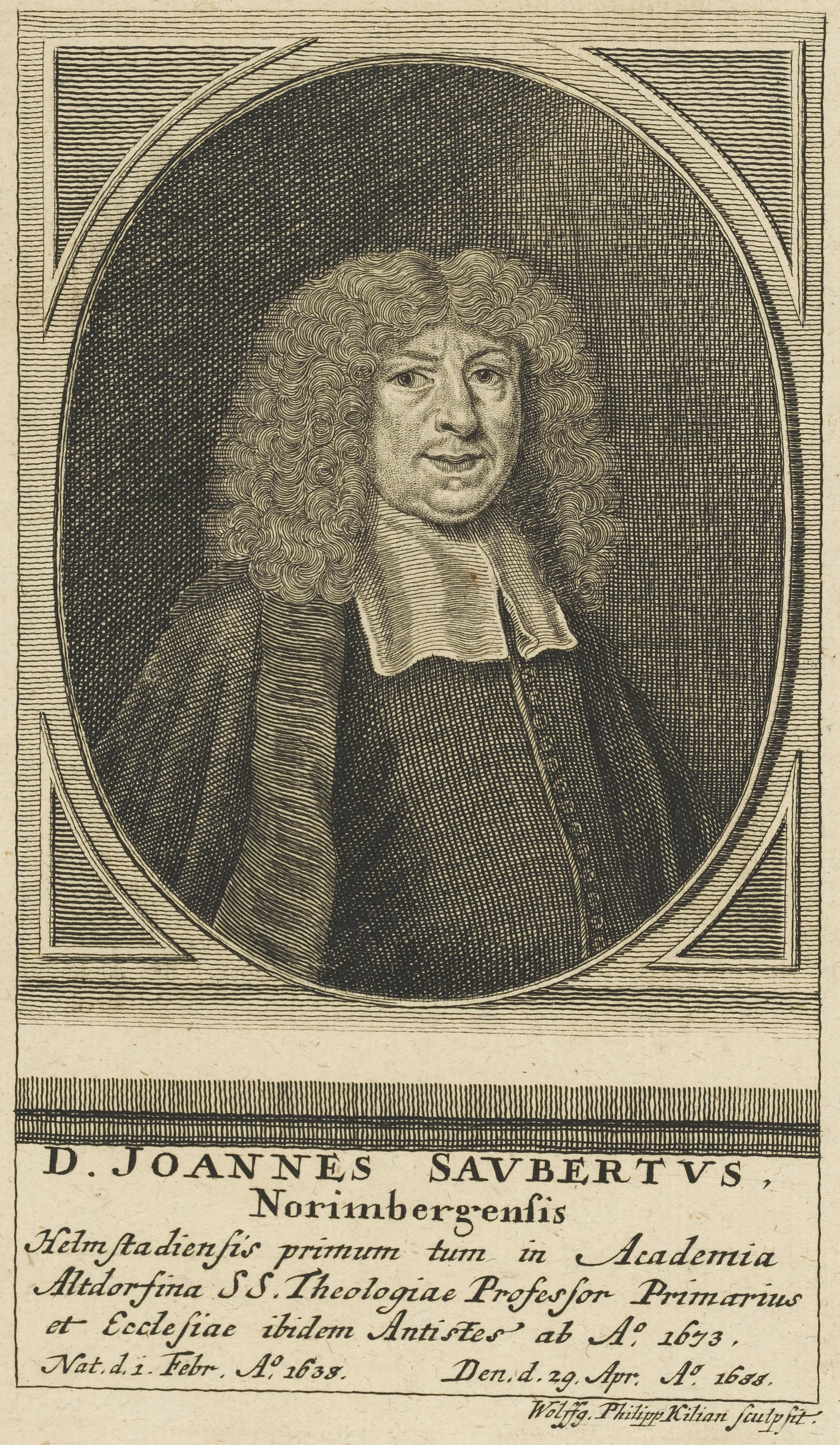
Johannes Saubert der Jüngere

Johannes Saubert der Jüngere (latinisiert Johannes Saubertus; * 1. Februar 1638 in Nürnberg; † 29. April 1688 in Altdorf bei Nürnberg) war ein lutherischer Theologe und Orientalist.

## Leben
Johannes Saubert, geboren und aufgewachsen in Nürnberg als Sohn des Theologen und Stadtbibliothekars Johannes Saubert des Älteren. Johannes Saubert d. J. begann seine theologischen Studien an der Universität Altdorf, die er 1657 bis 1659 in Jena fortsetzte. Am 27. Oktober 1659 immatrikulierte er sich zunächst an der Universität Helmstedt und erhielt dort schon am 24. Dezember 1660, noch nicht 23 Jahre alt, eine ordentliche Professor für orientalische Sprachen. In Nachfolge von Georg Calixt bekam er am 10. November 1665 eine theologische Professur, für das Lehrfach des Alten Testaments.
Am 14. Januar 1673 promovierte Saubert in Helmstedt zum Doktor der Theologie. Im gleichen Jahr erhielt er von seiner Heimatstadt Nürnberg einen Ruf auf eine Professur der Theologie an der Universität Altdorf. Zugleich sollte er dort das Amt eines Superintendenten übernehmen. Saubert war bereit, in Helmstedt zu bleiben, wenn man ihm die Vereinigung der beiden Professuren für orientalische Sprachen und für das Alte Testament auf Lebenszeit zusagen wollte. Da man hierauf nicht einging, wechselte er nach Altdorf, wo er am 29. April 1688 starb.

## Wirken
Auf Anregung des Herzogs August II. von Braunschweig-Wolfenbüttel, mit dem er seit 1663 eine Briefkorrespondenz führte, begann Saubert um 1664 eine neue, sprachlich genaue Bibelübersetzung in die deutsche Sprache. Die Übersetzung wurde in Teilen gedruckt, aber nie als Komplettwerk herausgegeben und ist daher nur in wenigen Exemplaren vorhanden. Die zum Druck verwendeten Manuskripte befinden sich in der Herzog August Bibliothek in Wolfenbüttel.
Gegen die umfassende, negative Rezeption der Übersetzung in der Öffentlichkeit wendete sich Hermann Conring, Sauberts Schwiegervater, in einer 1666 herausgegebenen Schrift (Epistula Gratulatoria). Nach dem Tod des Herzogs (17. September 1666) erreichte Saubert von dem nachfolgenden Herzog Rudolf August, dass ihm die Weiterführung des Werkes erlassen wurde.

## Schriften
- De sacrificiis veterum; conlectanea historico-philologica et miscella critica; quibus accedit ejusdem De sacerdotibus et sacris Hebraeorum personis commentarius singularis. Birckner, Jena 1659. (Digitalisat)
- Der Heiligen Schrifft Alten Testaments; Auf Verordnung Augusti, Herzogs zu Braunschweig und Lüneburg, aus der Ebraischen Grundsprache verteutschet durch Joh. Saubertum. Helmstedt 1666.
- Verneuete Kirchenandacht in Fünf Betrachtungen verfaßet und der Gemeine zu Altdorf öffentlich vorgestellet. Nürnberg 1674.
- Deß H. Apostels Pauli güldene Betkunst. Altdorf 1674.
- Grosser Unterschied der Beschaffenheit der Leiber der Frommen und Glaubigen hier in dieser Zeit und dort in Ewigkeit. Altdorf 1679.